# Ruud van de Wint
Reindert Wepko (Ruud) van de Wint (Den Helder, 22 juni 1942 – aldaar, 30 mei 2006) was een Nederlands schilder, beeldhouwer en architect.

## Leven en werk

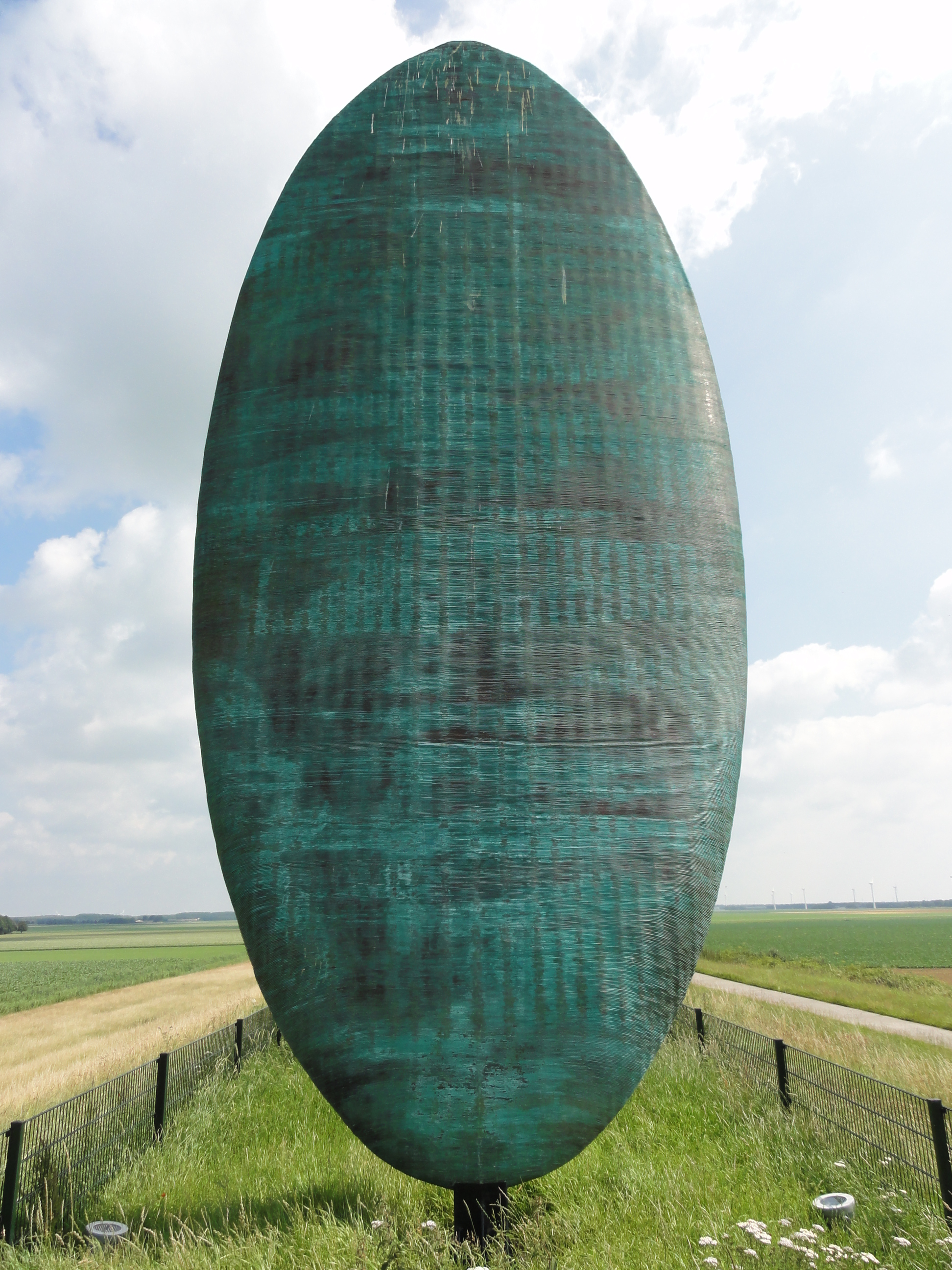
Tong van Lucifer. Werk van Van de Wint uit 1993 op de Knardijk bij Lelystad

Ruud van de Wint (of ook wel R.W. van de Wint) volgde van 1961 tot 1966 een opleiding aan de Rijksakademie van beeldende kunsten in Amsterdam. Aanvankelijk was Van de Wint werkzaam als schilder; in 1967, 1969 en 1971 ontving hij de Koninklijke Subsidie voor de Schilderkunst en hij werd in 1977 uitgenodigd voor deelname aan documenta 6 in Kassel. Later begaf hij zich ook op het terrein van het beeldhouwkunst en de bouwkunst.
Vanaf het begin van de jaren 1980 had hij het naar binnen gelegen duingebied De Nollen bij Den Helder als zijn kunstzinnige kerngebied uitgekozen. De daar aanwezige bunkers uit de Tweede Wereldoorlog waren zijn artistiek uitgangspunt. Hij voegde er allerlei beeldhouwwerken, soms cortenstaal beelden van gigantisch formaat, aan toe. Zijn werk aldaar was een combinatie van schilderkunst, beeldhouwkunst en bouwkunst. De activiteiten in De Nollen bleven niet onopgemerkt. Koningin Beatrix, een groot kunstliefhebber, bracht een privébezoek aan het project. Behalve in Nederland had men er ook daarbuiten belangstelling voor.
Van de Wint kon voorts beschikken over een nabijgelegen loods in het bij Den Helder behorende kustdorp Huisduinen. Die gebruikte hij als werkplaats waar hij diverse kunstwerken tot stand bracht, die overal in Nederland hun bestemming vonden. Hij maakte ook artistiek werk direct buiten De Nollen. Zo zijn er de zeer grote schilderingen, die hij in 1987 de nieuwe vergaderzaal van de Tweede Kamer aanbracht. Ook schilderde hij het plafond van het Haagse Paleis Noordeinde en het Amsterdamse gerechtsgebouw. Verder hield Van de Wint exposities in musea, zoals in het Groninger Museum en het Kröller-Müller Museum in Otterlo. In 2002 werden daar zijn beelden getoond onder de titel Clair-Obscur.
Van de Wint werd 63 jaar oud.

## Postuum werk
Na zijn dood werd op 27 maart 2007 op Tenerife het door Van de Wint gemaakte International Tenerife Memorial officieel onthuld. Dit 18 meter hoge monument in de vorm van een wenteltrap is een gedenkteken aan de vliegtuigramp van 27 maart 1977 op het eiland Tenerife.
In mei 2009 werd het beeld De Poort geplaatst in Beeldenpark Een Zee van Staal te Wijk aan Zee. Dit beeld werd onthuld door koningin Beatrix.

### Velden van Nevel
Velden van Nevel is een postuum werk van Ruud van de Wint, dat door zijn zoons is gerealiseerd. Het is een reeks van vier sculpturen langs de snelweg (A28 en A37) nabij de uitvalswegen van Hoogeveen. De titel verwijst naar een oud volksgeloof van de nevelhekse in de velden rond Hoogeveen, elders bekend als witte wieven. Deze sculpturen zijn 10 meter hoog en tot 15 meter breed. De sculpturen zijn in de periode van 2007 tot 2010 geplaatst. Drie sculpturen staan langs de A28 en één naast de oprit van de A37 richting Emmen. Een van de sculpturen wijkt in vorm af van de drie anderen. Dit beeld, De lichtnaald, uitgevoerd in roodkoper, werd in 2007 bij de afslag Hoogeveen van de A28 geplaatst. Er bestaat nog een vijfde sculptuur met de titel Velden ven nevel 0, dit beeld bevindt zich echter buiten Hoogeveen en wel aan de Kloosterveenrotonde in Assen.

Velden van nevel
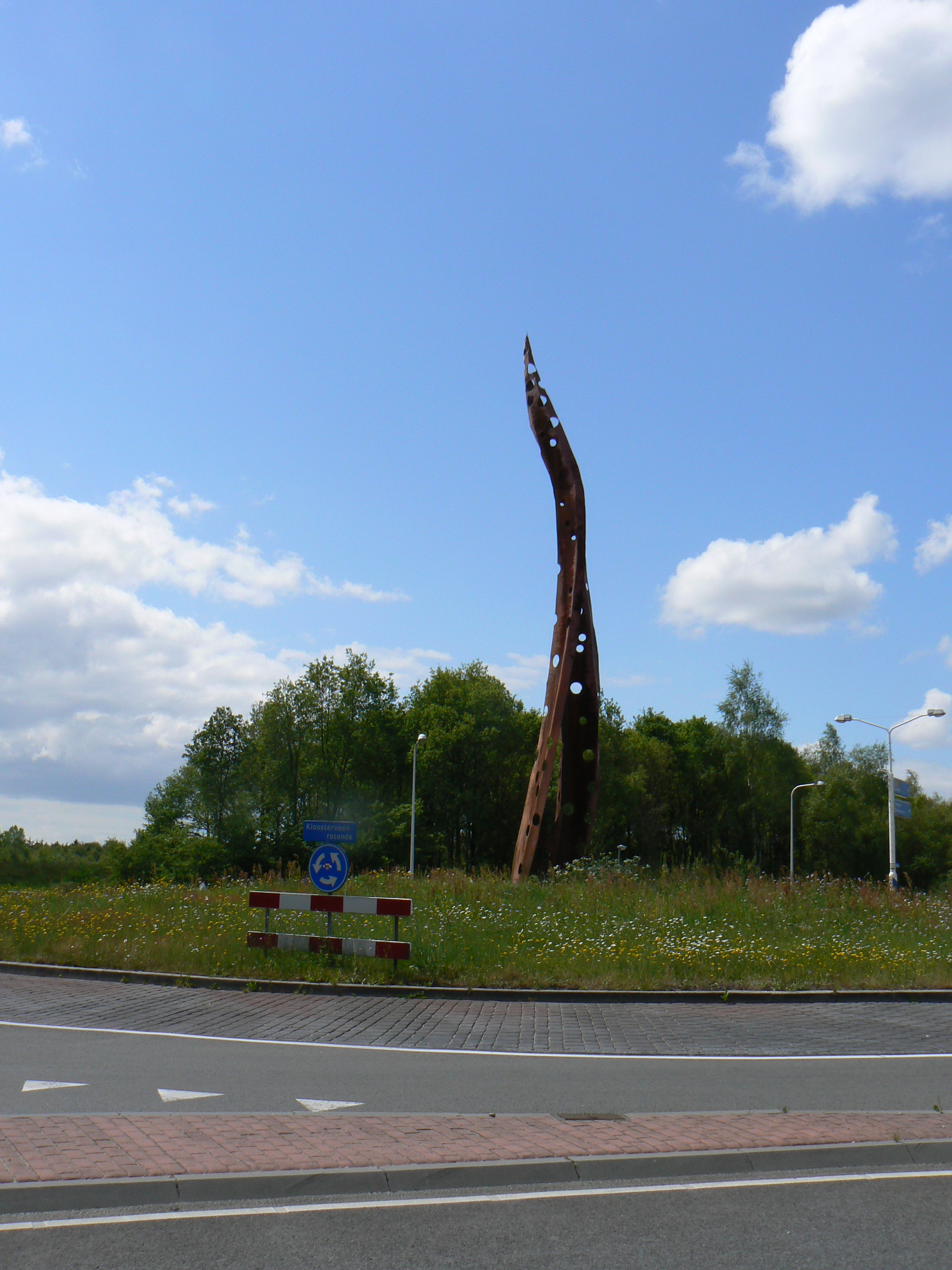
Velden van nevel beeld 0 - Kloosterveenrotonde, Assen
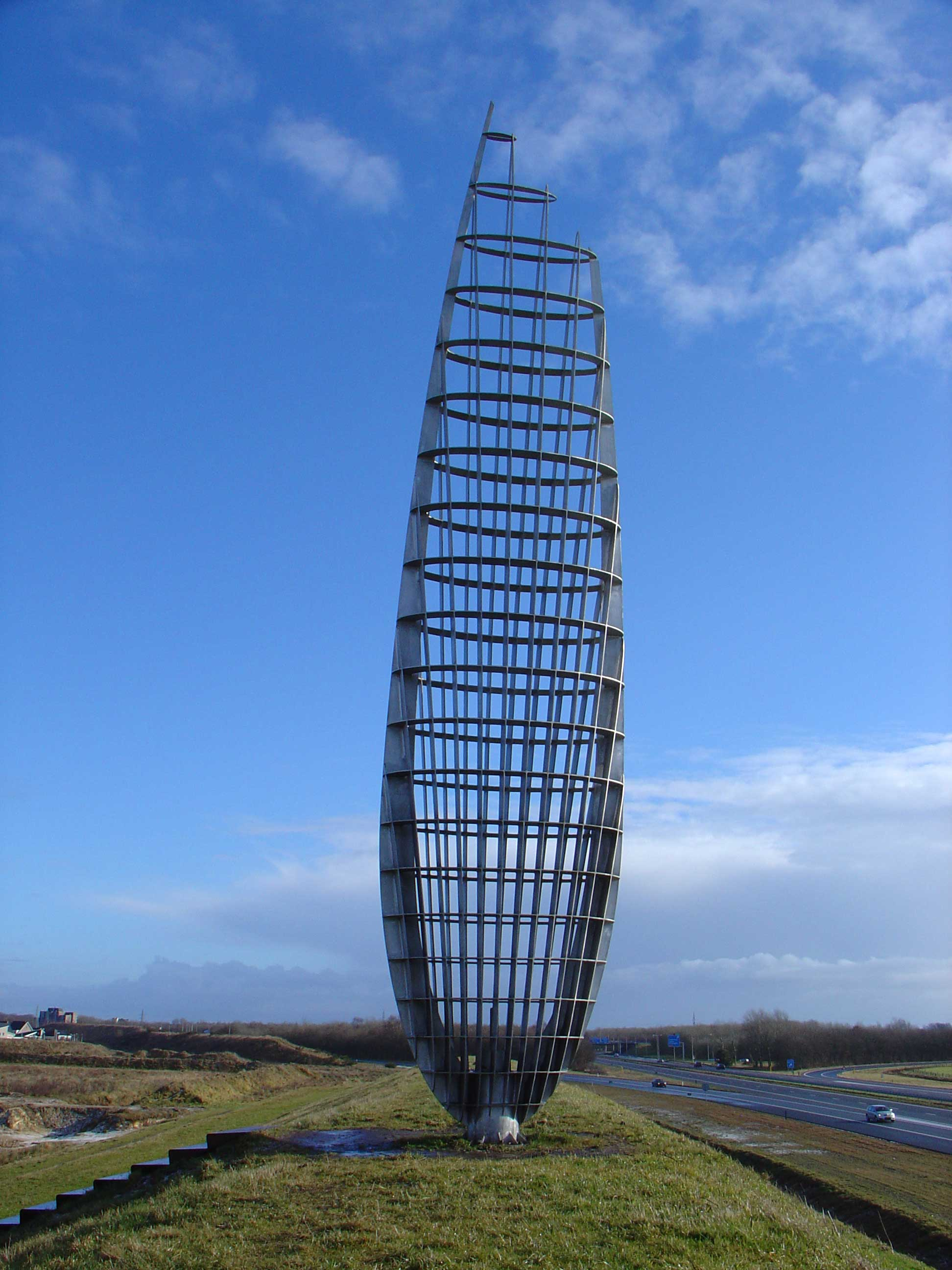
Velden van nevel beeld 1, A28 - De Erflanden, Hoogeveen
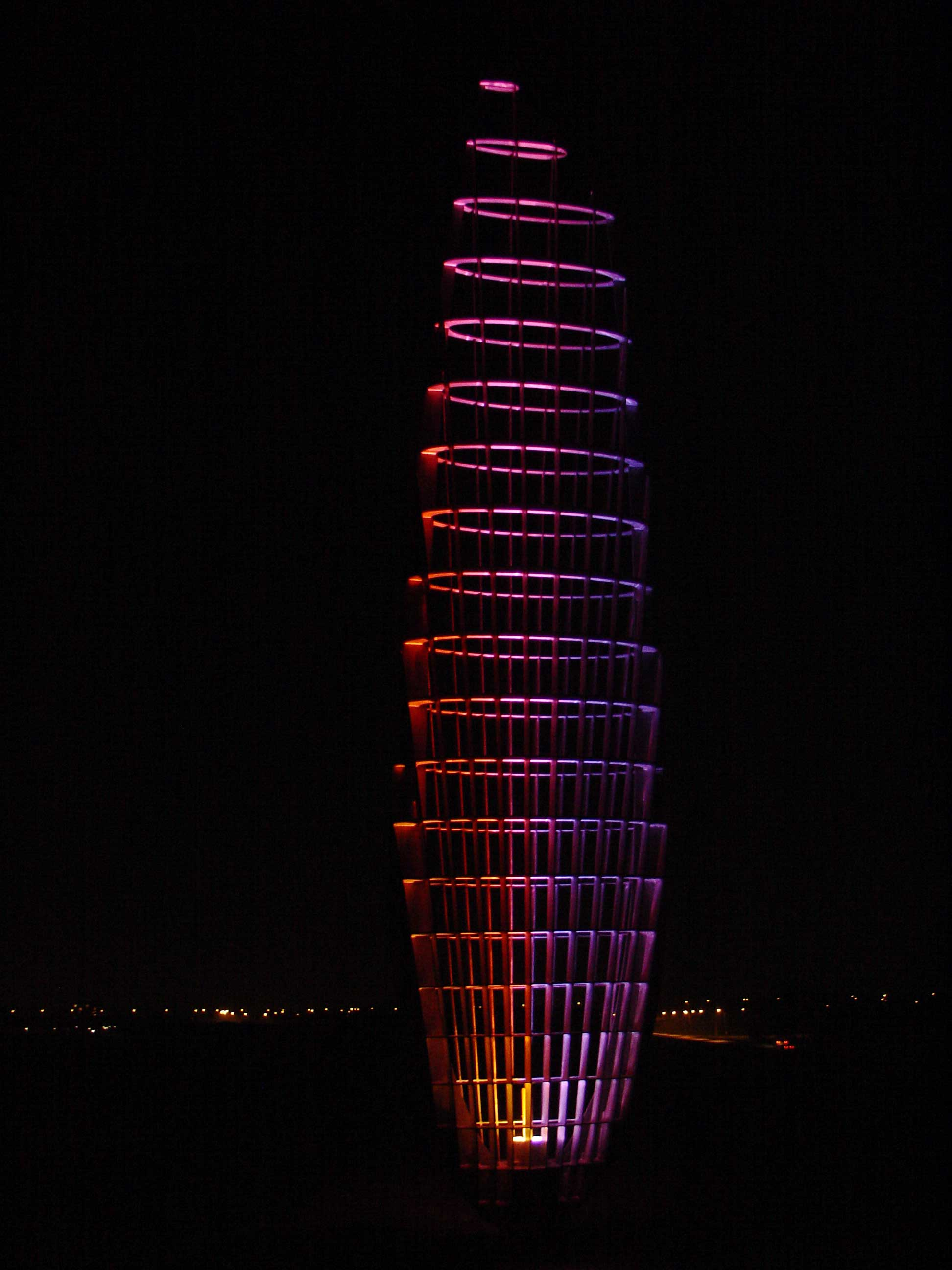
Velden van nevel beeld 1 (bij nacht)
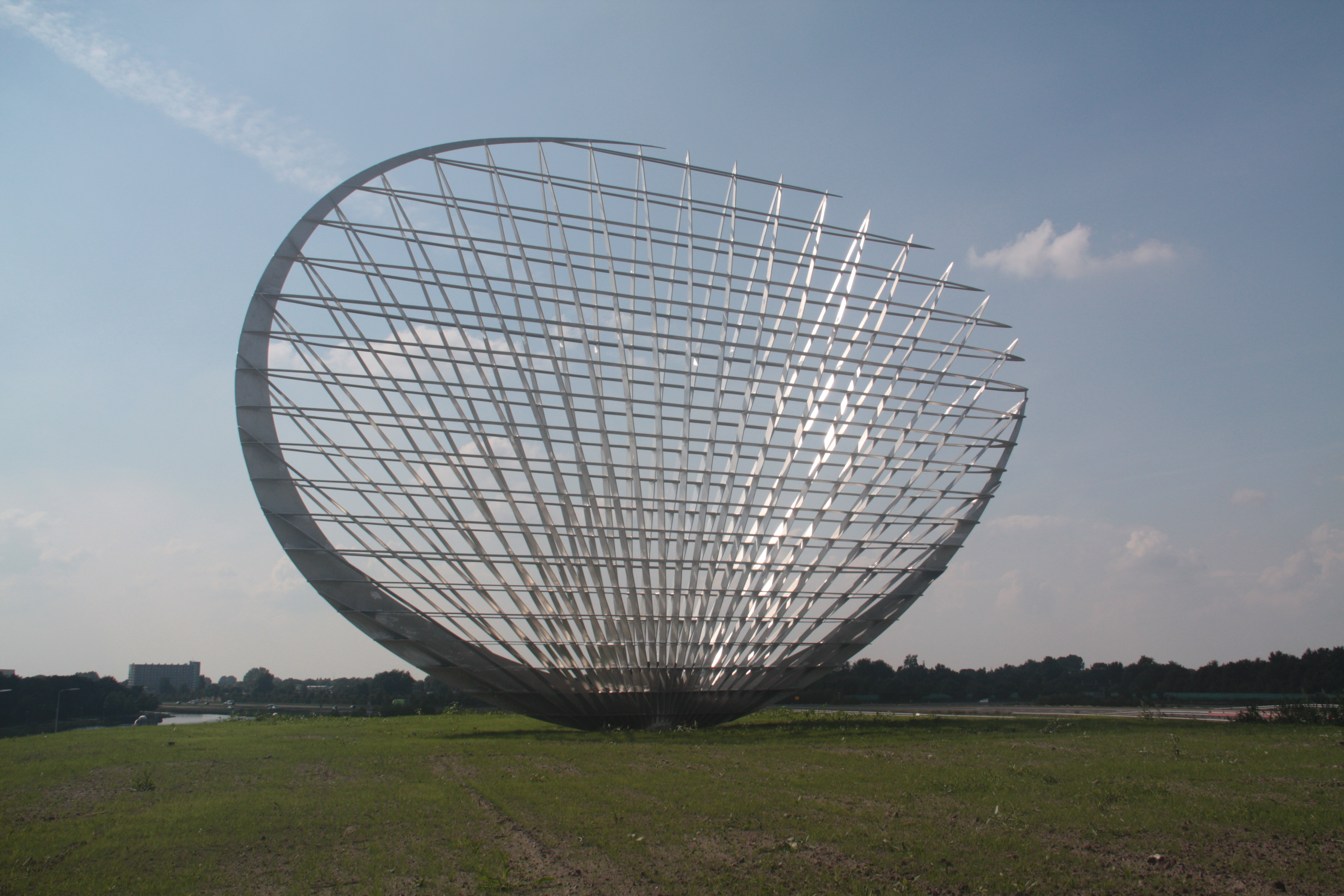
Velden van nevel beeld ?, A37 - Buitenvaart, Hoogeveen
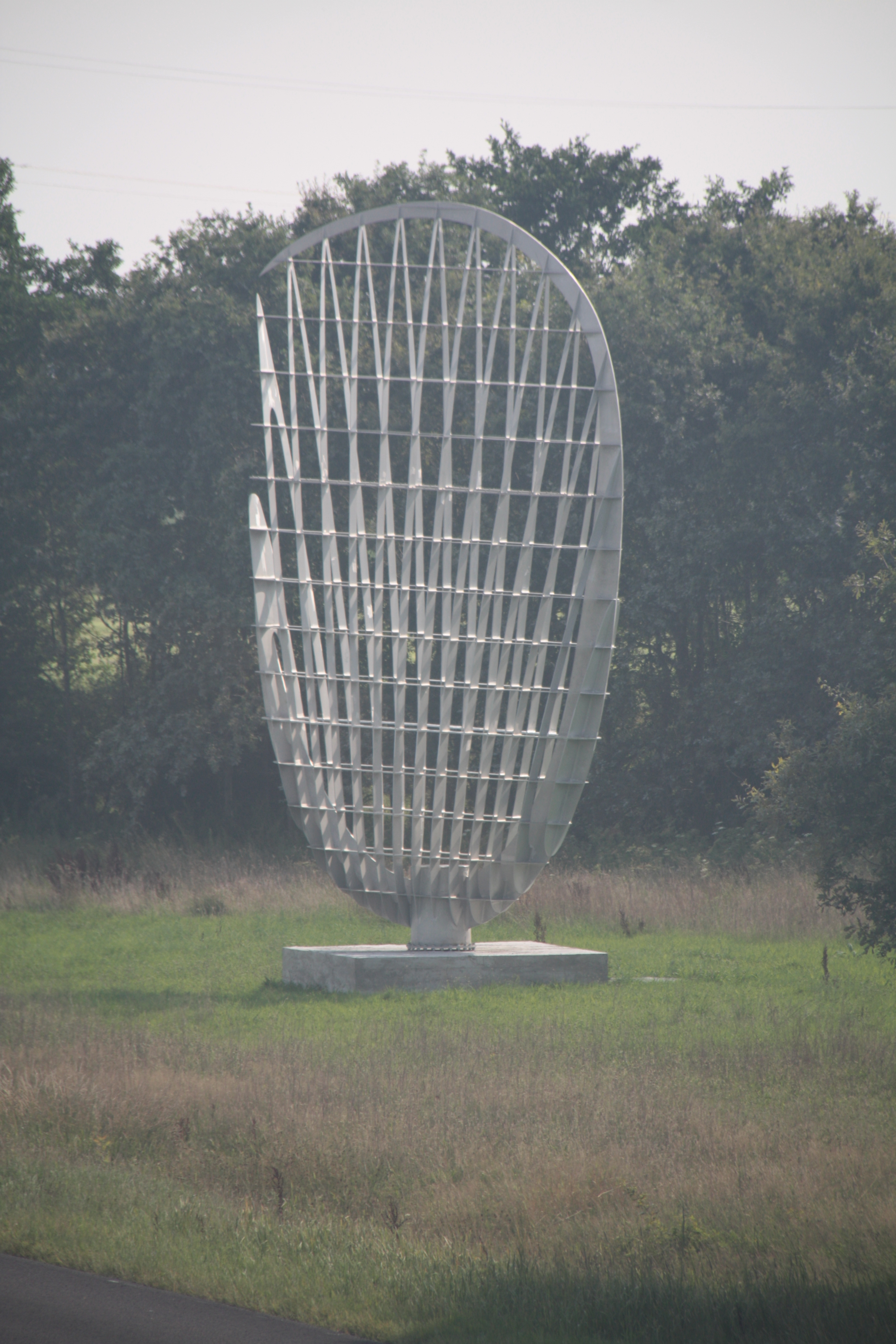
Velden van nevel beeld ?, A28 - Fluitenberg, Hoogeveen
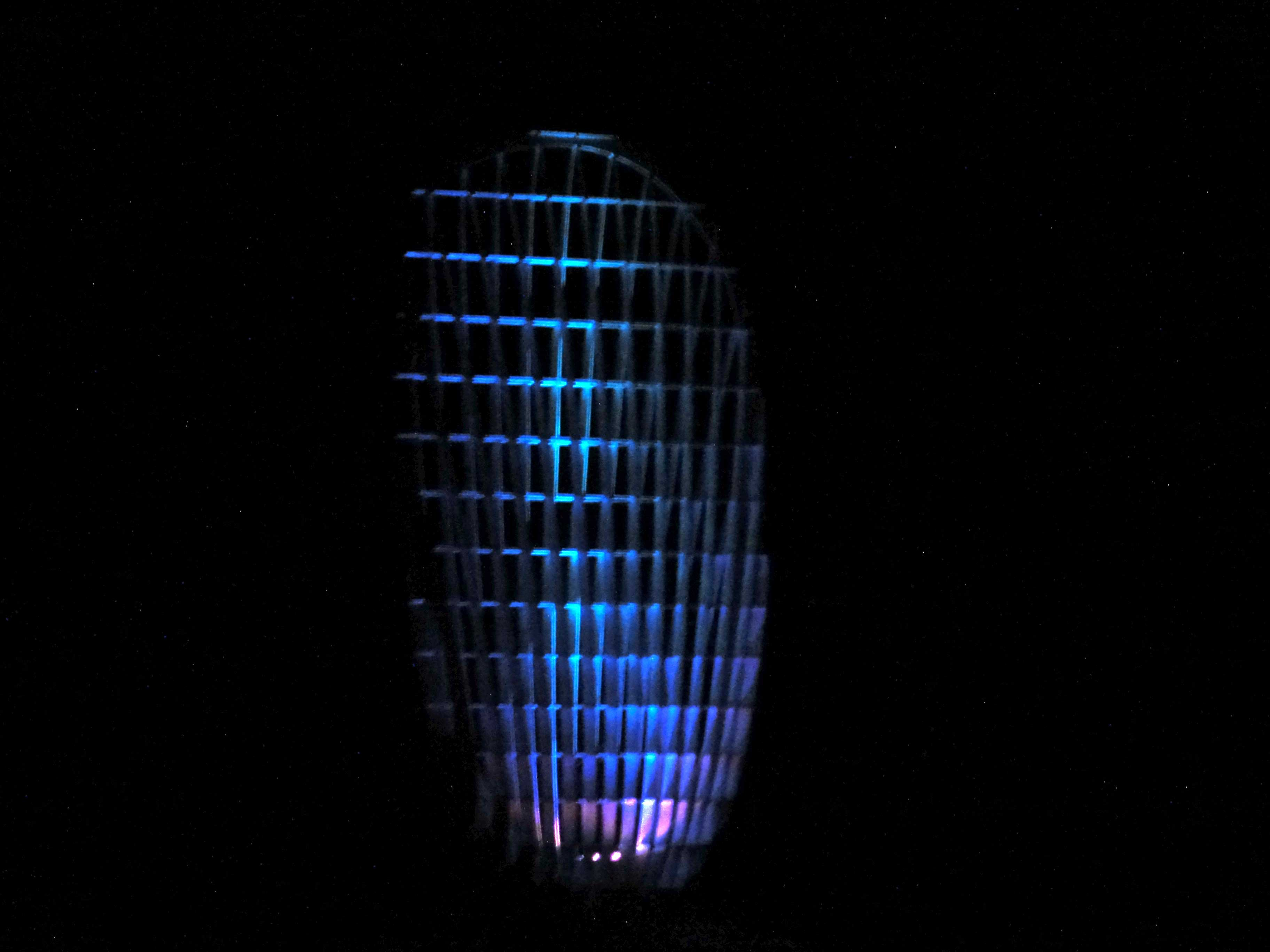
Velden van nevel bij nacht, oprit Fluitenberg

## Afbeeldingen

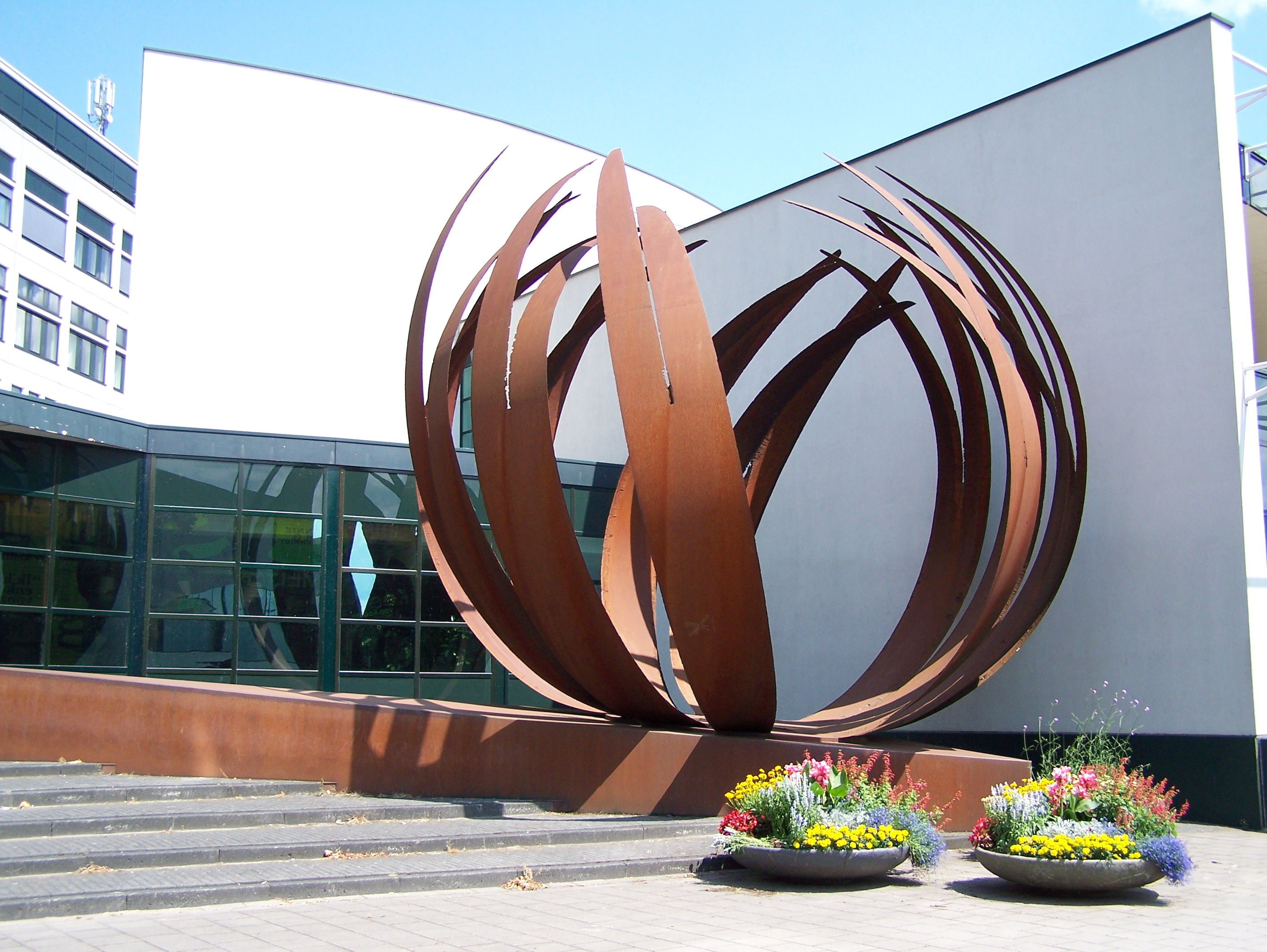
Sculptuur Deventer (1996)
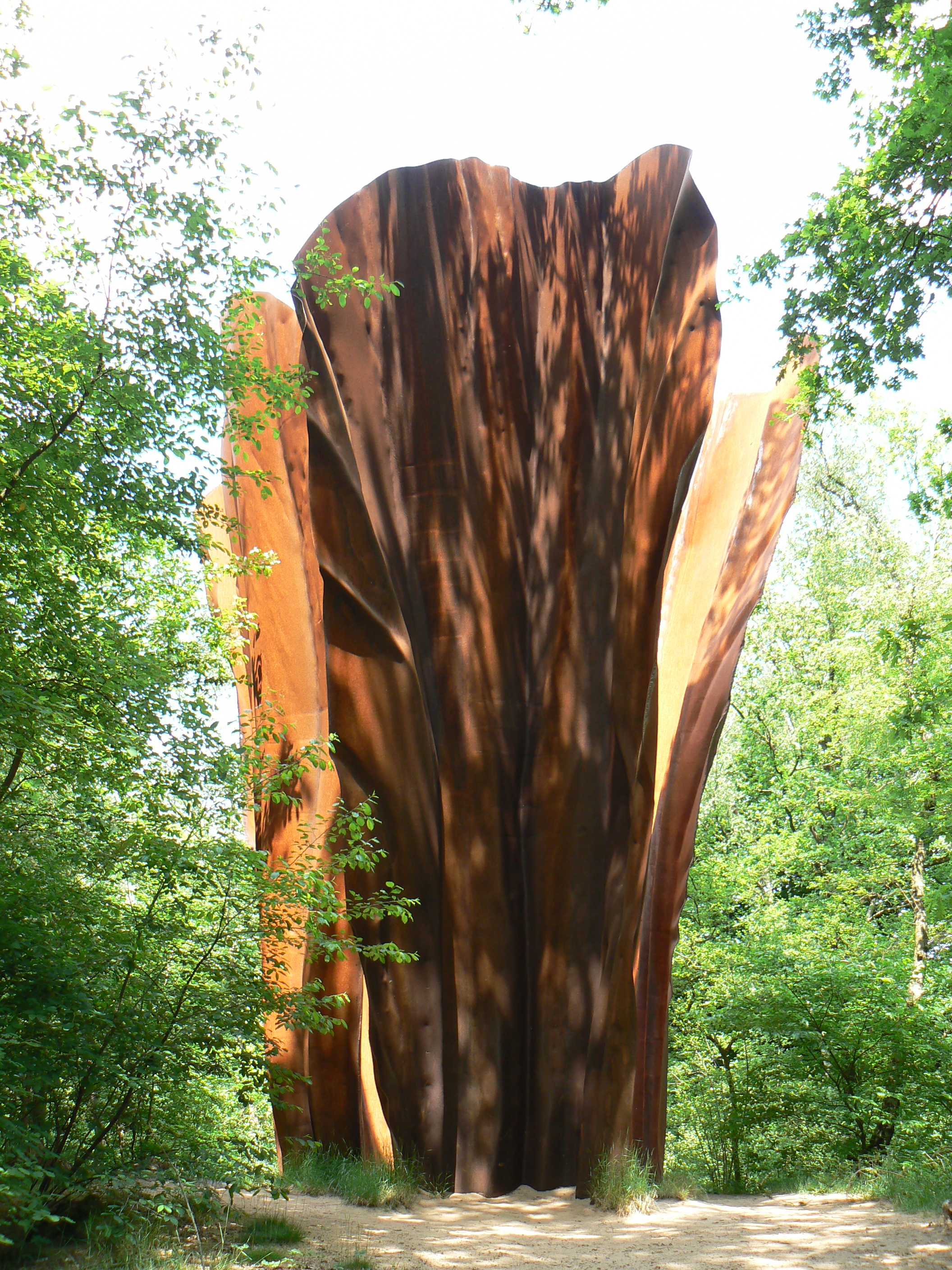
View (2001) Beeldenpark van het Kröller-Müller Museum
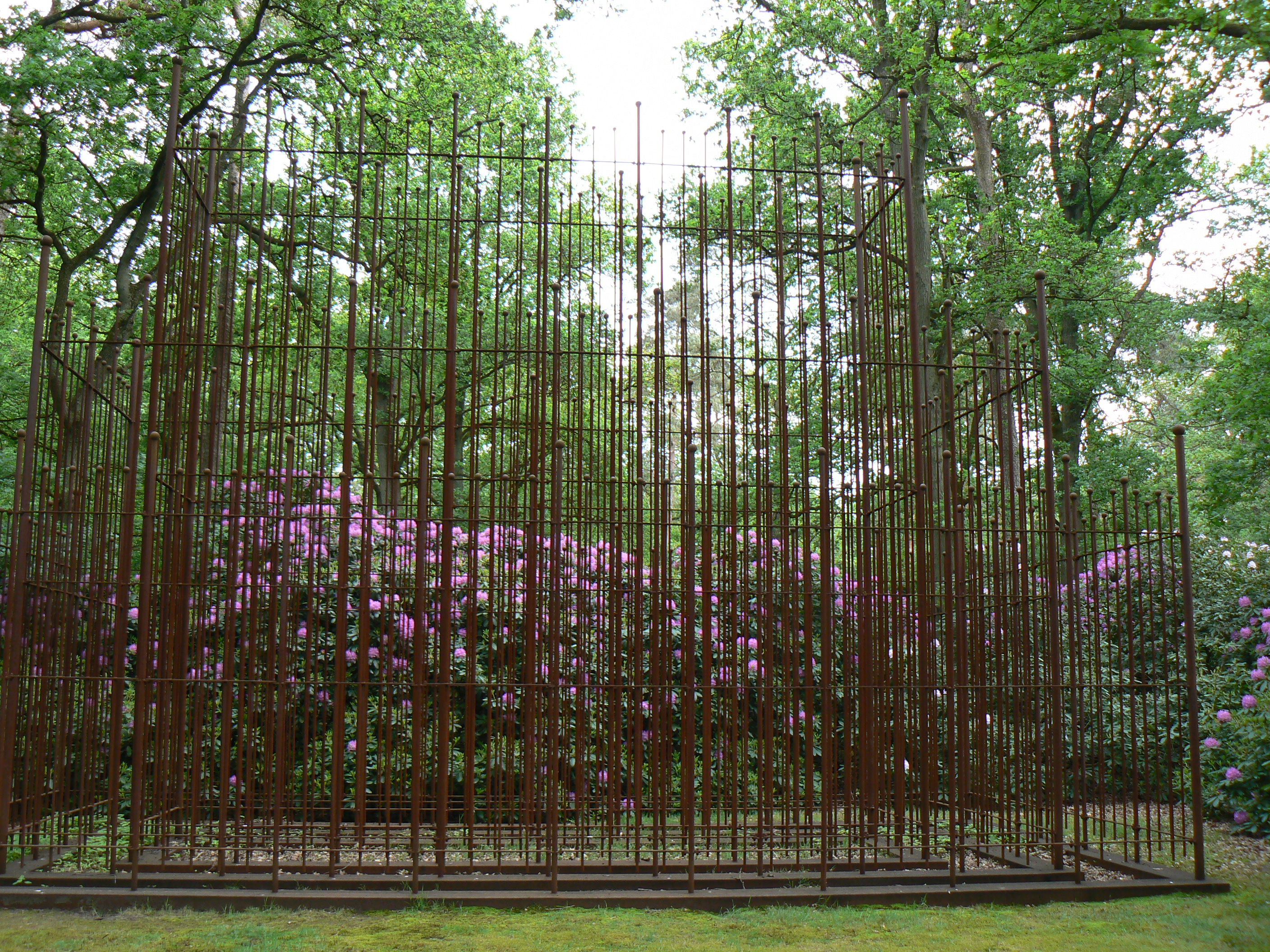
Beeld 7 (1997/2001) Beeldenpark van het KMM
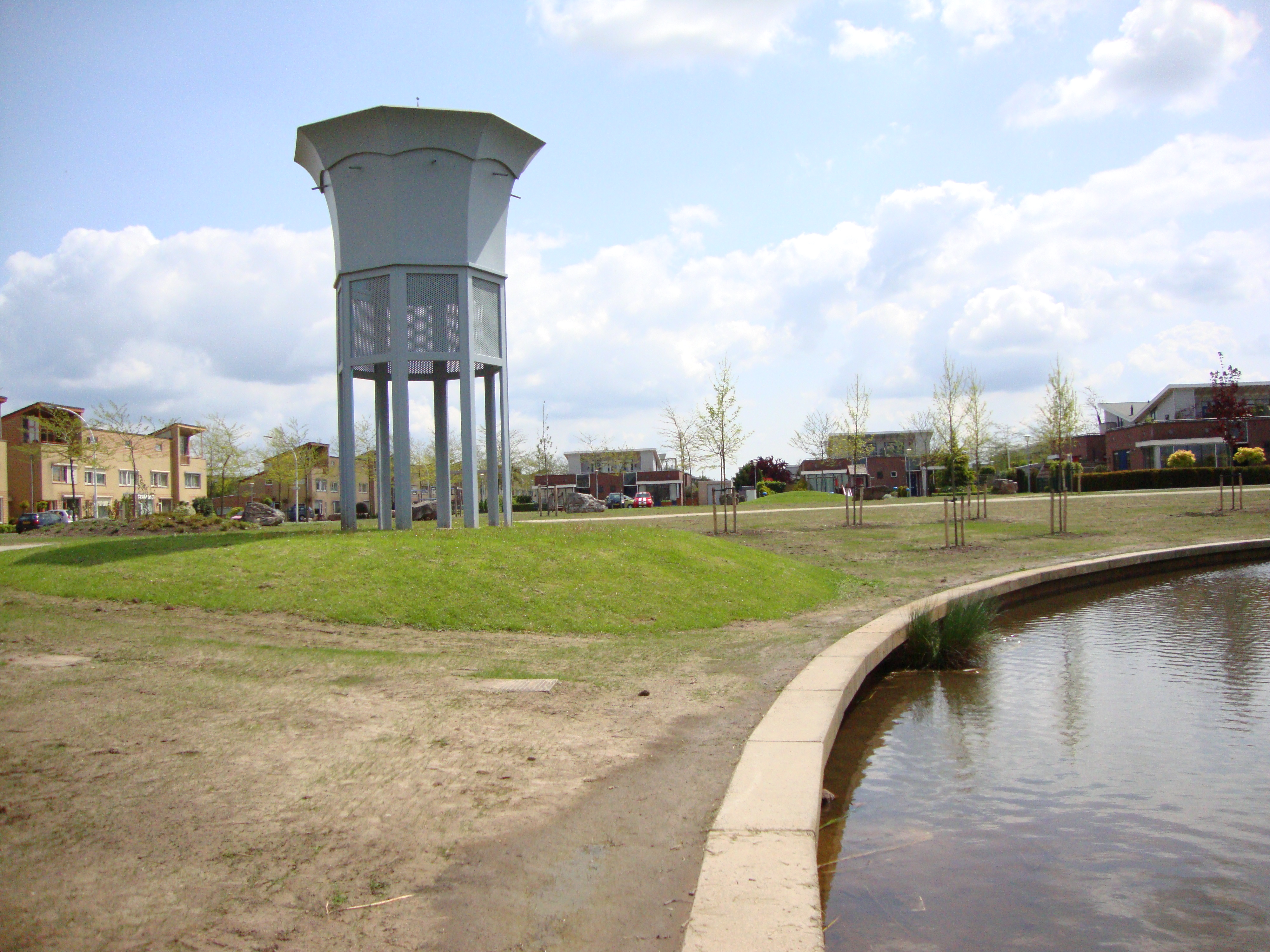
Het Bouwsel (2001), Wijchen
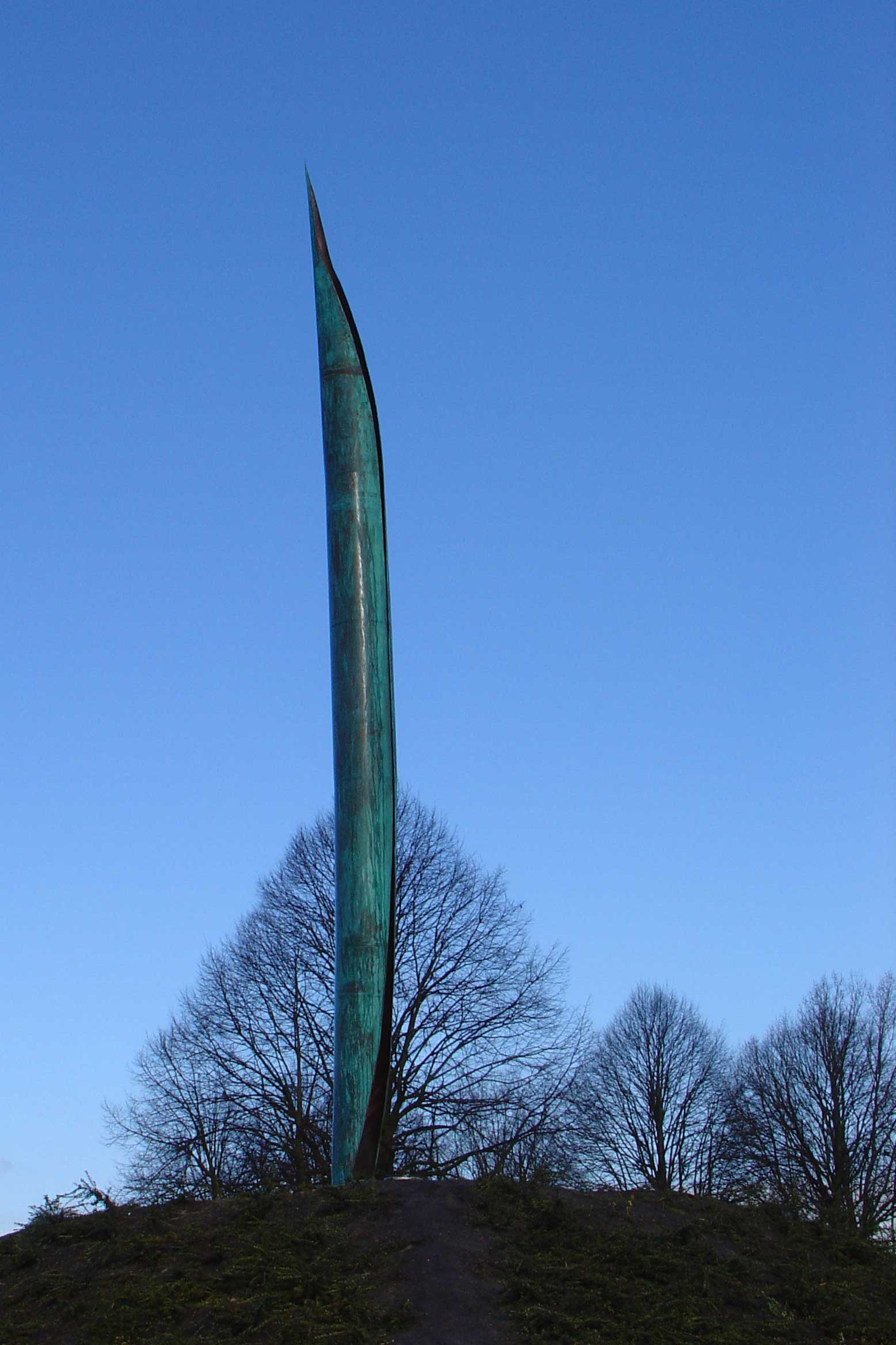
De Lichtnaald, A28 - Kochstraat, Hoogeveen
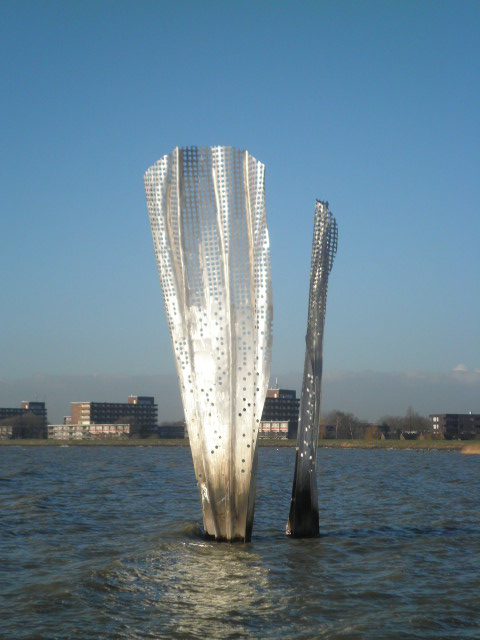
Waaier, naast Schouwburg Het Park, Hoorn
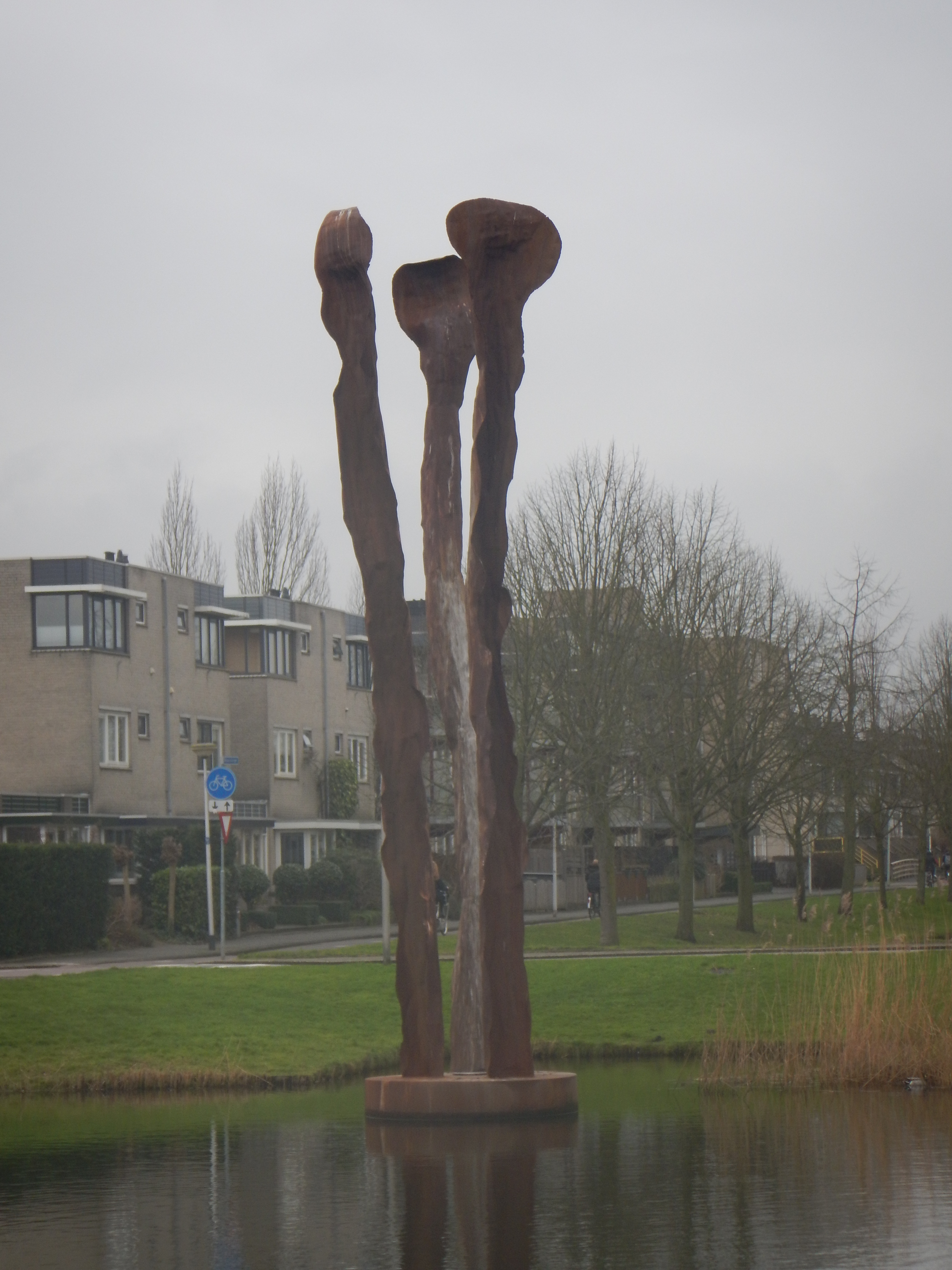
Tempestas Chalybeia (geplaatst in 2013), Barendrecht
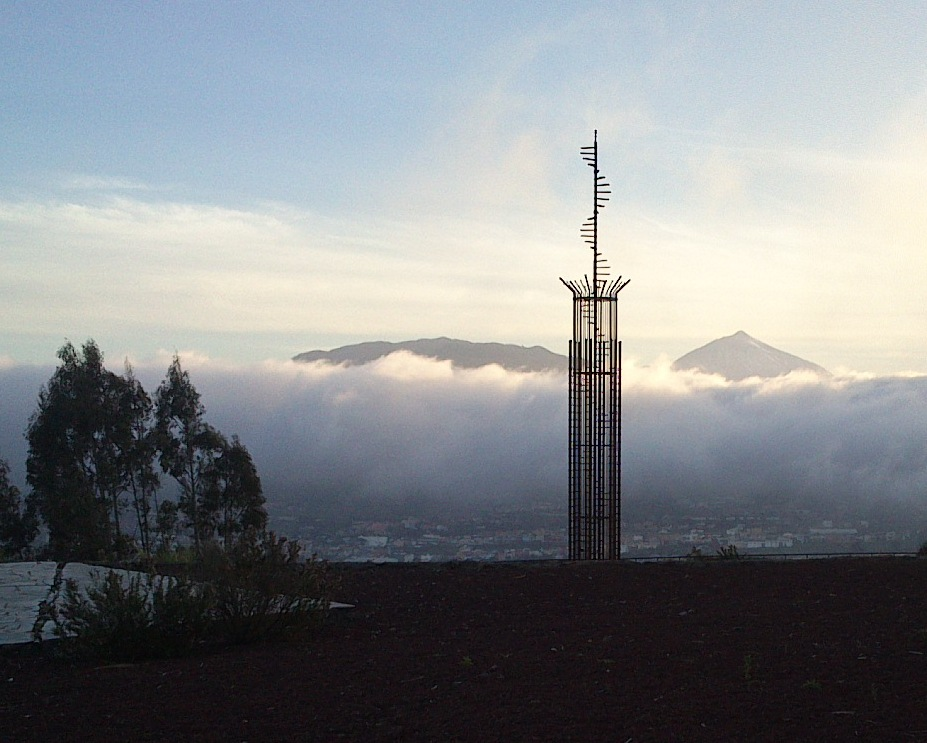
Stairway to Heaven (herinneringsmonument vliegtuigramp Tenerife, onthuld in 2007), Tenerife